# Henri Lebasque
Henri Lebasque (* 25. September 1865 in Champigné (Département Maine-et-Loire); † 7. August 1937 in Le Cannet) war ein französischer Maler des Post-Impressionismus.

## Leben
Henri Lebasque nutzte die Stadt Le Cannet in der Region Provence-Alpes-Côte d’Azur in Südfrankreich als Sommerdomizil.
Von Comte Isaac de Camondo (1851–1911), Bankier, Musiker, Kunstsammler und Mäzen, erhielt er 1910 den Auftrag für ein Porträt von dessen Sohn, des Schriftstellers Jean Bertrand. Er schuf außerdem 1912 posthum ein Porträt von Isaac de Camondo.

## Werke

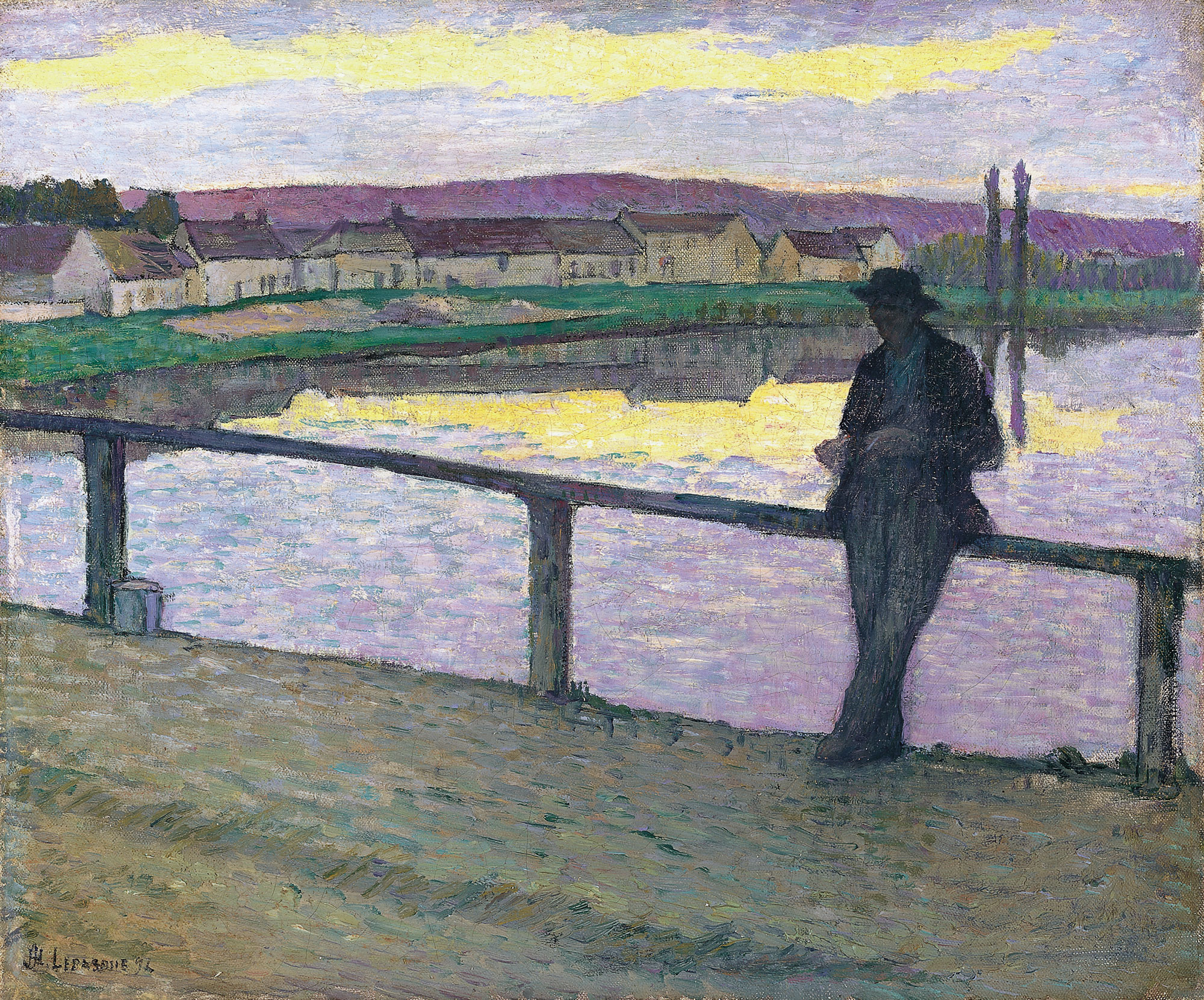
Coucher de soleil sur Pont-Aven. Öl auf Leinwand, 1894
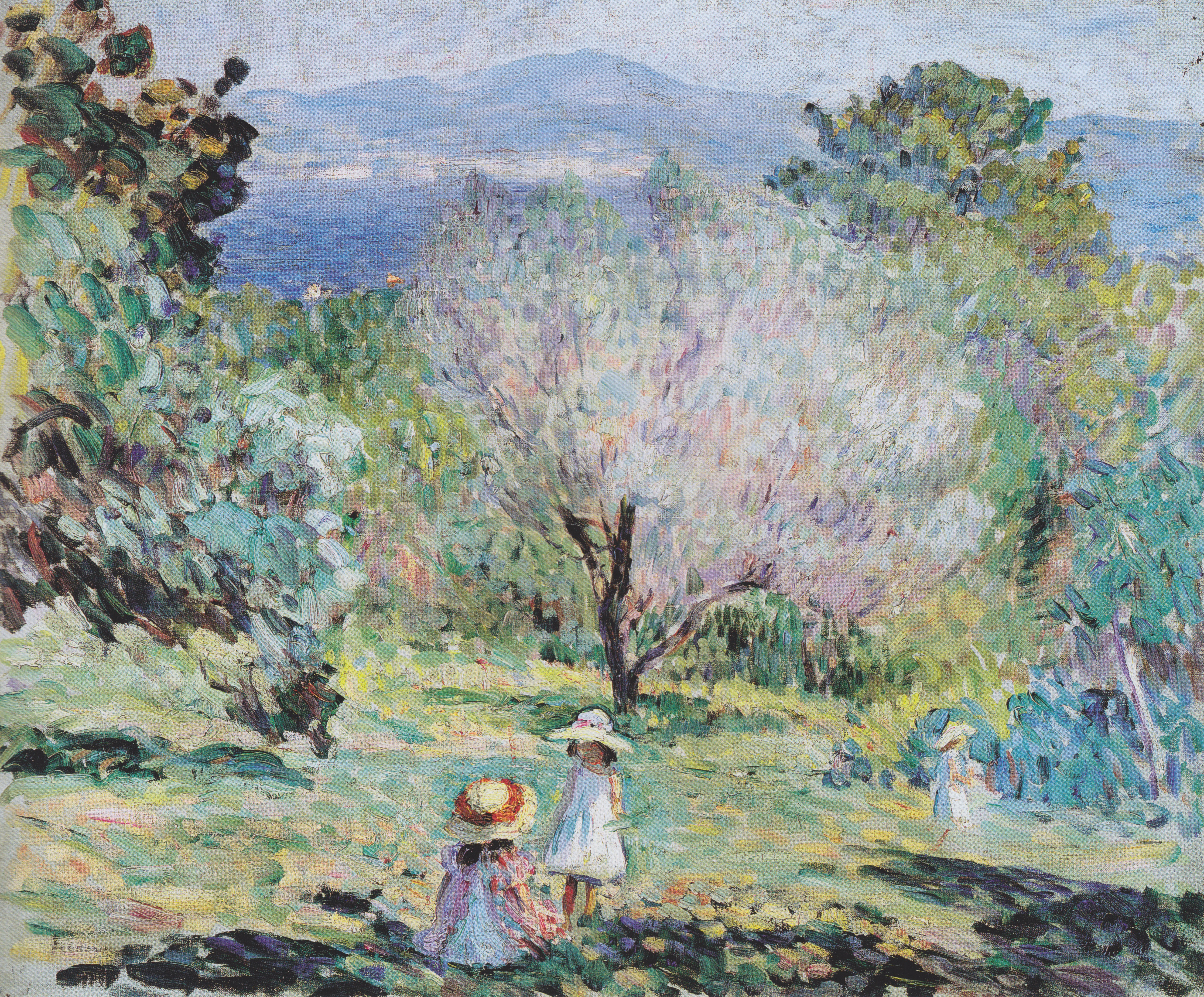
Mädchen in einer Mittelmeerlandschaft. Öl auf Leinwand, 1907
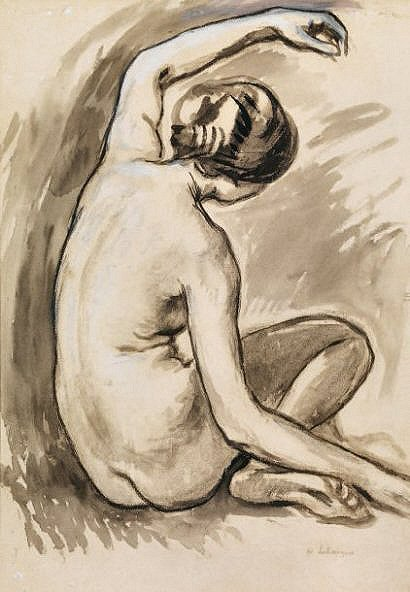
Nu assis. 1913
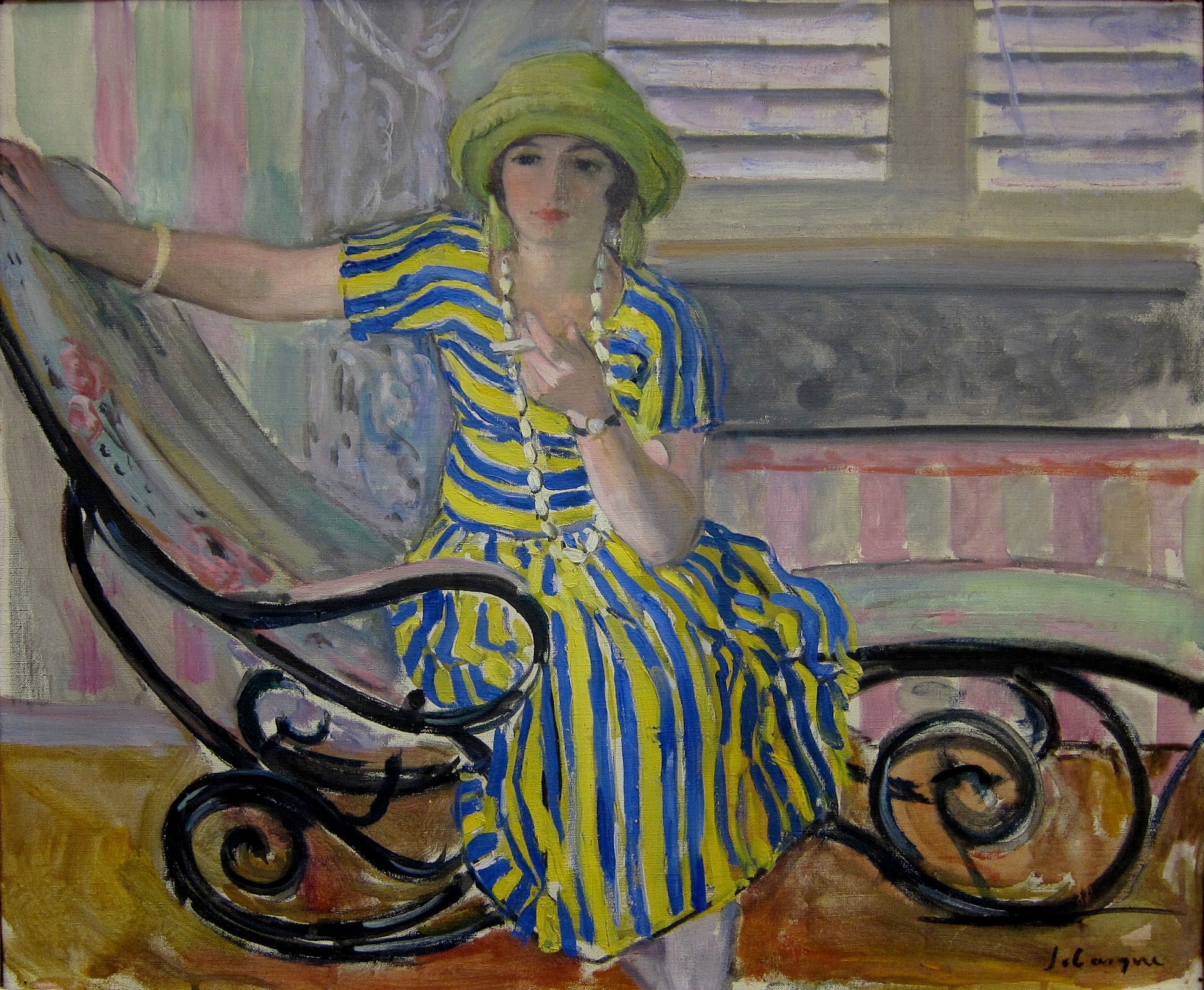
La cigarette. 1921
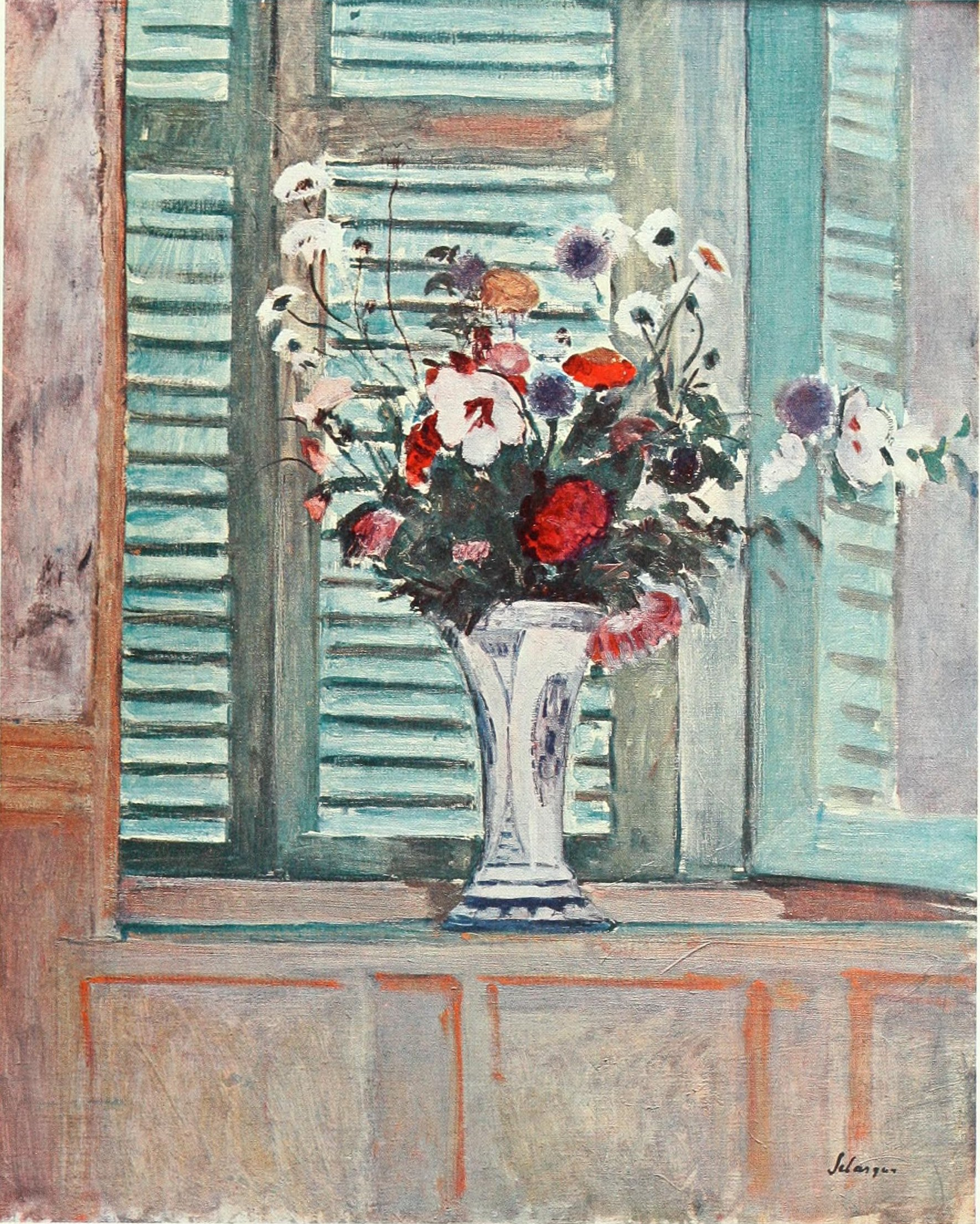
Fleurs.